# حدسية كرامر
في نظرية الأعداد، حدسية كرامر (بالإنجليزية: Cramér's conjecture)‏ هي حدسية حدسها عالم الرياضيات السويدي هارالد كرامر عام 1936.